# Vitskär (vid Trunsö, Nagu)
För andra betydelser, se Vitskär (olika betydelser).
Vitskär är öar nära Nötö i Nagu,  Finland. De ligger i Skärgårdshavet och öster om Trunsö Kummelskär i Pargas stad i landskapet Egentliga Finland, i den sydvästra delen av landet. Öarna ligger omkring 8 kilometer söder om Nötö, 34 kilometer söder om Nagu kyrka, 68 kilometer söder om Åbo och omkring 180 kilometer väster om Helsingfors. Närmaste allmänna förbindelse är förbindelsebryggan vid Sandholm som trafikeras av M/S Nordep. 
Arean för den av öarna koordinaterna pekar på är 2,6 hektar och dess största längd är 340 meter i sydöst-nordvästlig riktning.

## Klimat
Klimatet i området är tempererat. Årsmedeltemperaturen i trakten är 6 °C. Den varmaste månaden är augusti, då medeltemperaturen är 16 °C, och den kallaste är februari, med −2 °C.